# گکوی هم‌برابر
گکوی هم‌برابر (نام علمی: Eurydactylodes symmetricus) نام یک گونه از سرده گکوهای آفتاب‌پرست است.